# Cittadinanza liberiana
La cittadinanza liberiana è la condizione della persona fisica alla quale l'ordinamento giuridico della Liberia riconosce la pienezza dei diritti civili e politici.
La Liberia è una delle poche nazioni rimaste al mondo a conferire la cittadinanza in base all'etnia, come Israele. Questa politica di garantire la nazionalità liberiana solo alle persone che sono di discendenza africana escludendo tutte le altre genti ha sollevato critiche dalla comunità internazionale. All'interno della stessa Liberia le conseguenze di questa politica hanno scatenato un dibattito in cui gli stessi nativi liberiani hanno riconosciuto che i non africani sono importanti investitori nelle attività economiche della nazione ed aiutano l'innovazione.

## Storia
La Repubblica della Liberia è stata fondata da schiavi americani liberati di origini africane che istituirono l'American Colonization Society e tornarono per stabilire una repubblica su suolo africano. La legge sulla cittadinanza è basata sulla prima costituzione redatta nel 1847 e riformata nel 1955 e nel 1984. La prima costituzione permetteva alle donne di trasmettere la loro cittadinanza ai figli. Prima della riforma non era permesso avere la doppia cittadinanza.

## La normativa
L'articolo 5, sezione 13 della prima costituzione, che è stata mantenuta sino ad oggi, afferma che:
L'obiettivo primario della creazione di queste colonie è di fornire una casa ai bambini d'Africa dispersi ed oppressi e di rigenerare e schiarire questo continente oscurato, perciò nessuno, eccetto le persone di colore, possono diventare cittadini di questa repubblica.
Le parole “le persone di colore” sono state cambiate in “i negri e le persone discendenti da negri” in una revisione nel 1955.
La legge liberiana fu accusata di stabilire criteri per la naturalizzazione. Secondo la costituzione, quindi, l'influente ed abbondante comunità di espatriati liberiani non può ricevere la naturalizzazione.